# Tovmas Nazarbekian
Tovmas Nazarbekian aussi connu comme le général Nazarbekov (en russe Назарбеков, Фома Иванович et en arménien Թովմաս Նազարբեկյան), né à Tbilissi le 4 avril 1855 et mort de même le 19 février 1931, a été un général pour l'Empire russe, puis gouverneur de l'Administration de l'Arménie occidentale et enfin commandant en chef de l'armée arménienne.

## Débuts
Descendant d'une famille d'origine arménienne, il fit ses études à l'académie militaire à Moscou et participa aux conflits suivants pour la Russie : la guerre russo-turque de 1877-1878 dans le 13e régiment de grenadiers d'Erevan de Sa Majesté le Tsar Mikhaïl Féodorovitch et la  guerre russo-japonaise.

## Première Guerre mondiale
C'est encore au service de l'armée russe qu'il prit part au conflit dans le Caucase sous les ordres de Nikolaï Ioudenitch, en premier lieu avec le 14e régiment géorgien de grenadiers, puis commandant de la deuxième brigade à partir du 25 mars 1915, qui devint une division le 19 novembre ; il combattit Khalil Pacha à la bataille de Dilman, et prit la ville de Bitlis. En janvier 1917, il prit le commandement de l'armée de volontaires du Caucase formant le 7e corps russe avant de prendre le commandement du corps d'armée arménien ; il faisait partie des forces alliées qui combattirent la troisième armée ottomane lors de la bataille de Mush qui prit la ville.
Avec la Révolution russe, les opérations russes prirent fin, et les volontaires arméniens se regroupèrent sous sa bannière et il eut 50 000 sous son commandement en décembre 1917. Un cessez-le-feu fut mis en place avec les forces ottomanes lors de l'armistice d'Erzincan. Une armée multi-confessionnelle de 150 000 hommes prit place autour d'Erevan, Van et Erzincan.

## Les années 1918-1920
En mai 1918, dans le cadre de l'invasion turque de l'Arménie, il combattit à la bataille de Karakilisa, où il remplaça Aram Manoukian comme commandant en chef de l'armée arménienne.
Après la prise en main par l'armée soviétique de la République démocratique d'Arménie, il fut arrêté et interné en janvier 1921 avant d'être pardonné puis relâché quelques mois plus tard.